# Clara Sipprell
Clara Estelle Sipprell (* 31. Oktober 1885 in Tillsonburg, Ontario; † 27. Dezember 1975 in Manchester, Vermont) war eine kanadisch-US-amerikanische Fotografin.

## Leben und Ausbildung
Clara Sipprell wurde als Tochter von Francis and Fanny Crabbe Sipprell in Tillsonburg, Ontario geboren. Sie war das sechste Kind und die einzige Tochter der Familie. Ihr Vater starb vor ihrer Geburt und ihre Mutter musste die Kinder alleine aufziehen. Sipprell wurde durch die Großeltern betreut, bis sie die Schule besuchen konnte. Ihr zweitältester Bruder Henry Sipprell zog nach Buffalo, fand dort Arbeit und holte die Familie nach. Frank Sipprell, der älteste Bruder fand Arbeit als Fotograf und eröffnete im Jahr 1902 ein eigenes Fotostudio.
Dort verbrachte Clara Sipprell viel Zeit und im Alter von 17 Jahren beendete sie die Schule und fing an, als Fotografin zu arbeiten. Zunächst arbeitete sie für ihren Bruder, in dieser Zeit lernte sie die Fotografie mit Fotoplatten und Fotopapier. Mit dem Aufkommen von künstlicher Beleuchtung stellte sich ihr Bruder darauf ein, doch Sipprell lehnte sie ab. Sie hat auch später keine künstliche Beleuchtung genutzt, sondern ausschließlich mit natürlicher Beleuchtung gearbeitet. Zudem bearbeitete sie ihre Fotos nicht nach. Ihr war wichtig, dass die Komposition eines Bildes vor der Aufnahme perfekt war und somit Nachbearbeitungen unnötig waren.

## Werdegang
Sie fing an ihre Arbeiten auszustellen. Zunächst im Buffalo Camera Club. Dies zu einer Zeit, als Frauen dort keine Mitglieder werden konnten. Für ihre Arbeiten gewann sie im Camera Club viele Preise. Danach stellte sie in New York am Teachers College der Columbia University aus und eröffnete 1915 zusammen mit Jessica Beers ein Fotostudio in Greenwich Village. Sie lernte die russische Immigrantin Irina Khrabroff kennen, die in die Wohnung von Beers und Sipprell einzog. Beers zog 1923 aus, als Khrabroff heiratete, doch Sipprell blieb in der Wohnung und lebte dort gemeinsam mit Khrabroff und ihrem Mann bis 1933. In dieser Zeit lernte sie viel von anderen New Yorker Fotografen wie Alfred Stieglitz, Edward Steichen, Arnold Genthe, Max Weber, Clarence White, Gertrude Kasebier und Alice Boughton. Sie wurde Mitglied bei den Pictorial Photographers of America, der Royal Photographic Society of Great Britain und im  Arts Club of Washington.
Khrabroff eröffnete ihr die Möglichkeit, Mitglieder des Tschechow-Kunsttheater Moskau zu fotografieren und auch russische Adelige. Ihr Interesse für den Balkan erwachte, sie reiste 1924 mit den Khrabroffs nach Jugoslawien und sie fotografierte Nina, die Tochter der Khrabroff. Die Freundschaft endete 1935.
Nachdem sie im Jahr 1917 Fotos vom Camp Hamoum, einem Sommercamp für Mädchen in Vermont gemacht hatte, eröffnete sie ein Sommerstudio im Connecticut River Valley in Thetford, Vermont. Dieses hatte sie siebzehn Jahre.  Freunde organisierten für Clara Sipprell im Jahr 1928 eine Reise nach Schweden und arrangierten die Möglichkeit im königlichen Palast zu fotografieren. Dabei entstanden Fotos von König Gustav V. und anderen Mitgliedern der königlichen Familie.
In ihr Studio kamen viele bedeutenden Persönlichkeiten ihrer Zeit. Sie fotografierte Albert Einstein, Robert Frost, Edwin Markham und Pearl Buck wie viele weitere Musiker und Komponisten. In den 1920er und 1930er Jahren gewann sie mit ihren Porträts und Landschaftsaufnahmen viele Preise auf nationalen und internationalen Ausstellungen. Eines ihrer Fotos New York-Old and New war eine der ersten Fotografien, im Museum of Modern Art. Weitere Werke befinden sich unter anderem im Amon Carter Museum und in der Syracuse University. Sipprell war Mitglied im Pen and Brush Club, einer Organisation in New York für Künstlerinnen und Schriftstellerinnen.
Sipprell verlegte 1954 ihr Sommerstudio nach Manchester Center, Vermont. Dort lebte sie mit Phyllis Fenner, die sie 1937 kennen gelernt hatte. Fenner war Bibliothekarin, Autorin, Anthologin und Geschichtenerzählerin. Sie unternahm viele Reisen. Auf diesen entstanden Fotos in Spanien, Portugal, Italien, Griechenland, Japan, Großbritannien, Frankreich und Jugoslawien.
Am 27. Dezember 1975 starb Clara Sipprell in Manchester, Vermont. Ihre Asche wurde in der Nähe eines Felsens in Manchester begraben. Am Fels wurde entsprechend ihrer Wünsche eine kleine Bronzetafel angebracht, auf der ihr Name gemeinsam mit dem von Jessica Beers und Phyllis Fenner eingraviert ist.